# Korda család
A borosjenői nemes és gróf Korda család egy XVI. századi ősökkel rendelkező magyar nemesi család, mely nagy valószínűséggel kihalt.

## Története
Állítólag a család a mai Olaszországból ered, ezt Kőváry László is megerősítette. Károly Róbert uralkodása alatt költöztek át Magyarországra. Első ismert ősük István volt, aki 1503-ban II. Ulászlótól a felvidéki Alsóruttkán kapott királyi adományként birtokot. Később aztán Szatmár vármegyébe költöztek át, és a család egyik ága Mihály személyében még Erdélybe is áttelepedett. Mihály unokája Zsigmond volt, aki Huszt várának volt a kapitánya. Második felesége bögözi Farkas Zsuzsanna volt, ezután helyenként az ő előnevét is viseltek a Kordák. Zsigmond fia, szintén Zsigmond, udvarhelyszéki főkirálybíró volt, nagy vagyonra tett szert. Ennek a Zsigmondnak két fia, László és Zsigmond, 1730. szeptember 5-én bárói címet kaptak. Zsigmond második felesége, Nemes Júlia grófnő, állítólag kora egyik legműveltebb asszonya volt, és egy történet szerint az egyik udvarhelyszéki főkirálybíró-választáson a legtöbb szavazatot kapta. Zsigmondnak nem ismeretesek gyermekei, de fivérének, Lászlónak a fia, György, Kolozs vármegye főispáni székében ült. György ismét jócskán gyarapította családja birtokait, ugyanis feleségül vette Teleki Zsuzsanna grófnőt, gróf Teleki Ádám tábornok leányát, akivel jelentős hozományra tett szert. Sajnálatosan fiaival és korán elhunyt unokájával kihalt a grófi ág. Az erdélyi nemesi ág valószínűleg György ismeretlen nevű fiaival halt ki az 1848–49-es forradalom és szabadságharc alatt. A szatmári nemesi ágból Mihály 1717-ben kapott adományt Tunyogon, majd 1724-ben vármegyéje főszolgabírája lett. Ferenc már Nyírmeggyesen, Csengeren és Csengerújfaluban is birtokos volt. Megemlítendő még Lőrinc, aki 1837-ben Szatmár vármegye főszolgabírája majd alispánja volt, később pedig országgyűlési követ lett. A szatmári ág és egyben az egész család valószínűsíthetően legutolsó tagja Ignác volt, aki 1859-ben hunyt el.